# Les Irois
Les Irois (en criollo haitiano Lèziwa) es una comuna de Haití que está situada en el distrito de Anse-d'Hainault, del departamento de Grand'Anse.

## Historia
Fundado por irlandeses en 1625, pasó a ser comuna en 1952.

## Secciones
Está formado por las secciones de:
- Matador (también denominado Jorgue y que abarca la villa de Les Irois)
- Belair
- Garcasse (que abarca el barrio de Garcasse)

## Demografía
| Gráfica de evolución demográfica de Les Irois entre 2009 y 2015 |
|                                                                 |

Los datos demográficos contemplados en este gráfico de la comuna de Les Irois son estimaciones que se han cogido de 2009 a 2015 de la página del Instituto Haitiano de Estadística e Informática (IHSI). 